# Le Grand Nu (Suzor-Coté)
Pour les articles homonymes, voir Le Grand Nu (homonymie).
Le Grand Nu, huile sur toile conservée dans une collection particulière, est l'une des œuvres importantes du peintre canadien Marc-Aurèle de Foy Suzor-Coté.

## Contexte
Au moment où Marc-Aurèle Coté (Suzor-Coté) arrive à Paris en 1891, deux écoles de l'art pictural s'affrontent : l'académisme et l'impressionnisme. Pour les grandes institutions parisiennes de l'art pictural, pour l'École des Beaux-Arts et les académies Julian et Colarossi où Marc-Aurèle Coté étudia, l'académisme était la règle. Parmi les figures dominantes de l'art pictural et sculptural de l'époque il y a alors William Adolphe Bouguereau, peintre et membre de l'Académie des Beaux-Arts, Auguste Rodin, sculpteur de réputation internationale et Jules Joseph Lefebvre, peintre professeur à l'Académie Julian et à l'École des Beaux-Arts. Moins appréciés sont Pierre Auguste Renoir et Édouard Manet et plusieurs autres dont l'art emprunte aux deux écoles de l'art, l'académisme et l'impressionnisme. Souvent, ces peintres se voient refuser l'accès aux Salons des Artistes. Face à la situation, ces peintres établirent alors leur Salon des Refusés.

## Œuvres académiques
Aussi, Marc-Aurèle Coté étudiant de l'École des Beaux-Arts et des académies Julian et Colarossi a-t-il nécessairement produit en 1891 et les années suivantes un nombre élevé d'académies rencontrant les normes de l'académisme exigées des étudiants. De plus, il côtoie un sculpteur très en vue mais rejeté au Canada français pour la nature osée de ses œuvres, Auguste Rodin. Marc-Aurèle Coté produit alors des œuvres aux touches picturales fort variées, profitant souvent de la présence d'un nu vivant. Une de ses œuvres, est le Grand Nu, un tableau dont le modèle est une amie de Rodin. Conçu selon les normes de l'académisme, ce Grand Nu est peut-être une des six Études de femme que Suzor-Coté considère avoir le mieux exécutée,, car l'académicien Marc-Aurèle Coté s'était donné comme idéal de suivre les préceptes des grands maîtres de la Renaissance, Raphaël et Léonard de Vinci.